# Brud (splittelse)
 For alternative betydninger, se Brud. (Se også artikler, som begynder med Brud)
Et brud er den (lokale) adskillelse af en genstand eller et materiale i to eller flere stykker under belastning.
Ordet brud bruges ofte om levende væsners knogler (dvs. om knoglebrud), eller om krystaller eller krystallinske materialer, som f.eks. ædelstene eller om metaller. I krystallinske materialer hænder det, at enkelte krystaller går i stykker uden at helheden spaltes i to eller flere stykker. Afhængigt af hvilket emne, der er udsat for brud, nedsætter bruddet materialets styrke, eller det hindrer overførsel af lys (se lysleder).
I overført betydning bruges ordet brud i mange sammenhænge, f.eks. om opsplitning af sociale helheder og af historiske, filmiske eller kunstneriske forløb eller om resultatet af psykisk belastning m.m.
En detaljeret forståelse af, hvordan brud vil opstå i materialer, kan støtte sig til undersøgelser af brudmekanik.

## Brudstyrke
Brudstyrke er den belastning, som forårsager brud i et materiale. Denne kan bestemmes ved en brudstyrketest, som kortlægger et emnes belastningskurve. Det sidst registrerede punkt viser brudstyrken.

## Typer

### Sprøde brud
Ved sprøde brud sker der tilsyneladende ikke nogen formforandring op til selve bruddet. I krystallinske materialer kan brud forekomme som spaltninger, der er udløst af trækbelastning, og som følger krystalplaner med svage bindinger (spaltningsplaner). Hos amorfe, faste stoffer vil fraværet af krystallinske strukturer omvendt resultere i muslet brud med revnedannelser, der følger belastningens retning.

### Duktile brud
Under et duktilt brud opstår der omfattende formforandringer (indsnøring) før bruddet sker. Betegnelserne brud eller duktilt brud beskriver det sidste sammenbrud af sejhed hos duktile materialer under belastning. I stedet for at revne lader materialet sig ”trække fra hinanden”, sådan at der ofte dannes en ru overflade. I dette tilfælde sker der en langsom udvikling og en optagelse af en stor mængde energi, før bruddet sker.
Under gunstige betingelser og miljøforhold kan mange duktile metaller, og særligt materialer med stor renhed, tåle en meget stor formændring (50-100 % eller mere), før bruddet opstår. Den grad af belastning, som udløser bruddet kan kontrolleres gennem materialets renhed. Rent jern tåler formændring ved op til 100 % belastning ved rumtemperatur, før det bryder itu, mens støbejern eller kulstofrigt stål kun tåler 3 % belastning.

Da duktile brud medfører en høj grad af formforandring, ændres brudfølsomheden ved den fremadskridende sprækkedannelse fundamentalt. En del af energien fra belastningskoncentrationen ved revnernes spidser afledes ved formændring, før revnerne virkelig begynder at udvikle sig.

## Eksterne links
- Arkiveret 7. september 2006 hos  Wayback Machine
- Virtual museum of failed products
- Fracture and Reconstruction of a Clay Bowl
- Ductile fracture
- Modes of Fracture from Virginia Tech Materials Science and Engineering Arkiveret 10. juni 2011 hos  Wayback Machine